# Stephan von Joinville
Stephan von Joinville (fr. Étienne de Vaux; * um 1000; † um 1060) war der erste Herr von Joinville, sowie Stammvater der gleichnamigen französischen Adelssippe, deren bekanntestes Mitglied der Chronist Jean de Joinville war.
Er stammte aus der Ortschaft Vaux-sur-Saint-Urbain an der Maas zwischen Neufchateau und Vaucouleur im heutigen Département Haute-Marne. Der Chronist Alberich von Trois-Fontaines nannte ihn in seiner Chronik Stephanus de Vallibus, juxta abbatiam Sancti Urbani. Er wird auch Stephan von Neufchateau (Stephanus de Novo Castello) genannt.
Stephan hatte den Ruf eines besonders streitlustigen Kriegers, der sich, zusammen mit den Grafen von Brienne, mit denen er verschwägert war, durch seine Raubzüge in der Region einen Namen machte. Er gelangte in den Besitz der Abtei von Saint-Urbain und teilte sich die Einkünfte der Abtei Montier-en-Der mit den Grafen von Brienne. 1018 wurde er vom Bischof von Toul exkommuniziert, nachdem er die Mönche von Saint-Blin beraubt hatte.
Mit Hilfe seines Schwiegervaters, Graf Engelbert II. von Brienne, erbaute Stephan die neue Burg (Novo Castello) von Joinville, von der aus er rücksichtslos die Klöster und Abteien der Umgebung ausraubte. Nachdem er trotz des Eingreifens der königlichen Autorität nur einen Teil des von ihm geraubten Kirchengutes zurückgab, drohte sogar Papst Leo IX. selbst, in dieser Angelegenheit zu intervenieren. Von König Robert II. wurde er schließlich 1027 angehalten, das von der Abtei Montier-en-Der rechtswidrig angeeignete Gut zurückzuerstatten.
Stephan von Joinville war mit einer Tochter des Grafen Engelbert II. von Brienne verheiratet. Mit ihr hatte er einen Sohn und Erben, Gottfried. Die Mutter seiner Ehefrau war Adelaide (Alix) von Sens, ihrerseits Witwe des Grafen Gottfried I. von Joigny. Wie Alberich von Trois-Fontaines berichtet, beanspruchte Stephan nach dem Tod der Schwiegermutter mit Hilfe des Schwiegervaters die Herrschaft über die Burg Joigny gegen die Halbgeschwister seiner Frau, was seine Titulierung als comes Ioviniaci erklärt. Es ist nicht unwahrscheinlich, dass ihm dies auch gelang, allerdings dürfte die Herrschaft der Joinville auf Burg Joigny nicht von Dauer gewesen sein, da im März 1042 mit Graf Gottfried II. wieder ein Sohn der Adelaide aus deren erster Ehe über Joigny gebot. Bei Alberich hat die Geschichte von der Erbfehde um Joigny wegen dessen im Lateinischen ähnlich lautenden Schreibweise mit Joinville zu einer Konfusion im genealogischen Sachverhalt zwischen den beiden Herrenfamilien geführt, indem er die ersten Generationen derer von Joinville als identisch mit denen von Joigny identifizierte. Tatsächlich aber waren es zwei unterschiedliche Familien, die einzig mit Adelaide von Sens als verbindendes Glied miteinander verschwägert waren. Die Herren von Joinville hatten sich in ihren Urkunden niemals als Grafen von Joigny tituliert.

## Weblink
- Seigneurs de Joinville bei Foundation for Medieval Genealogy.ac (englisch)

| Vorgänger    | Amt                                       | Nachfolger        |
| ------------ | ----------------------------------------- | ----------------- |
| —            | Herr von Joinville 1027–1060              | Gottfried I./III. |
| Gottfried I. | Graf von Joigny (de iure uxoris) bis 1060 | Gottfried I./III. |

| Personendaten    | Personendaten                                              |
| ---------------- | ---------------------------------------------------------- |
| NAME             | Stephan von Joinville                                      |
| ALTERNATIVNAMEN  | Stephan von Vaux; Stephan von Neufchateau; Étienne de Vaux |
| KURZBESCHREIBUNG | Herr von Joinville, Graf von Joigny                        |
| GEBURTSDATUM     | um 1000                                                    |
| STERBEDATUM      | um 1060                                                    |